# 怒山

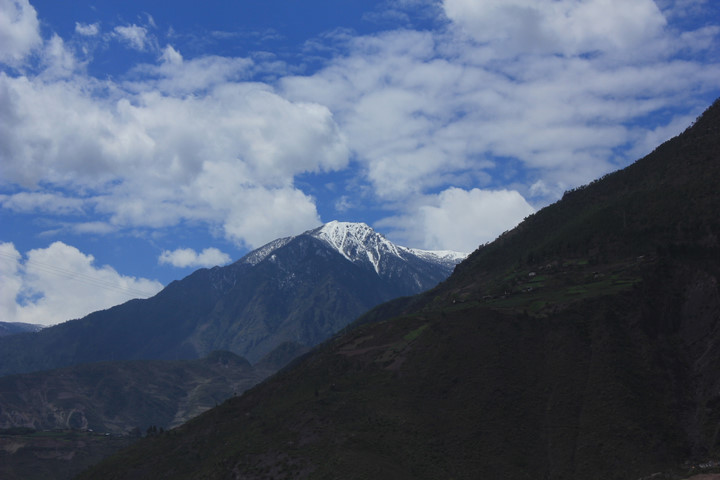
怒山南部碧罗雪山中的一座山峰，拍摄于云南省兰坪县黄登水电站。

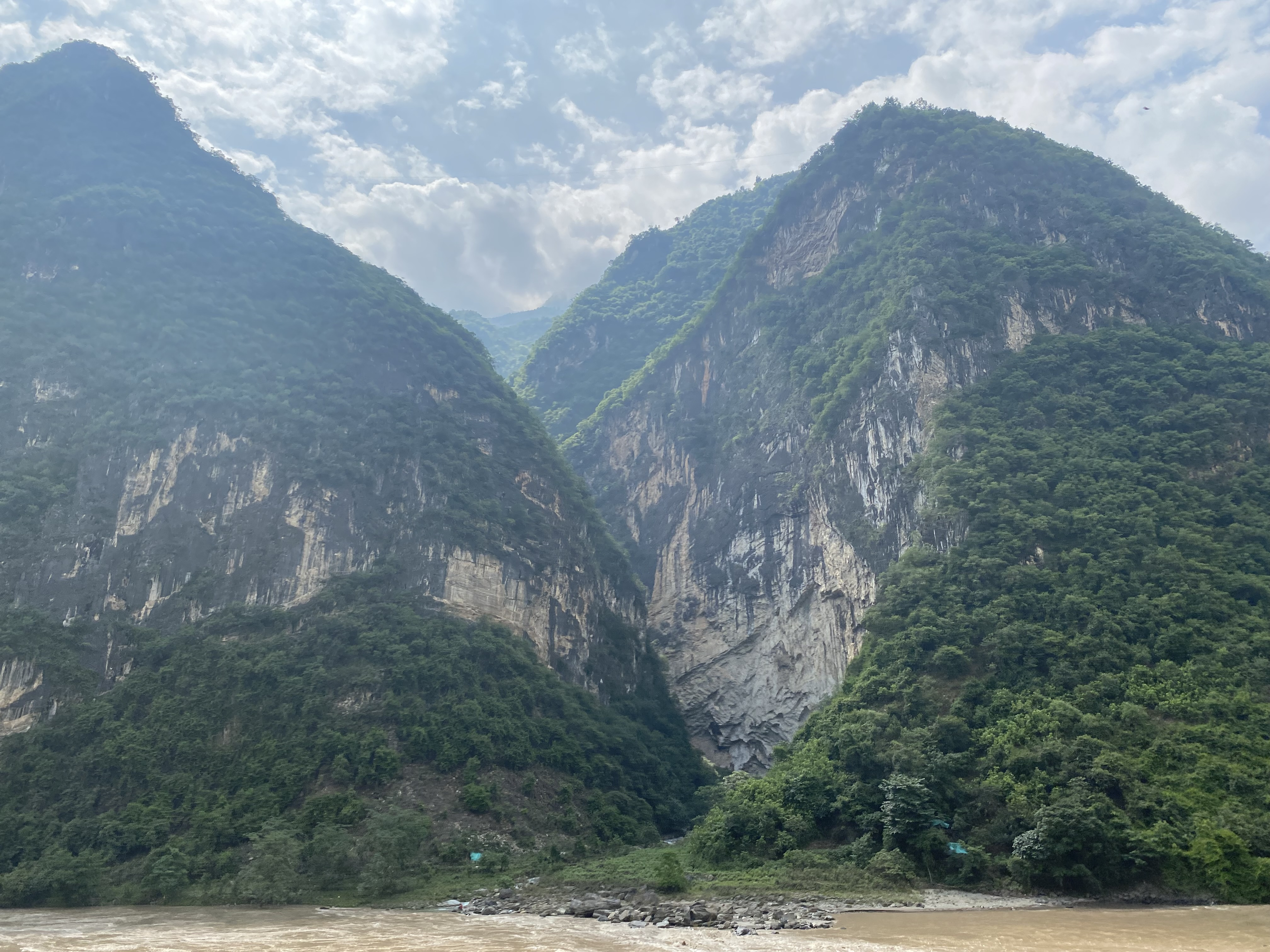
碧罗雪山南部泸水市大兴地镇怒江边的山峰

怒山，位于中国西南地区云南北部及西藏东部，属横断山脉。北段在西藏境内称他念他翁山脉（羅馬化：Tha nyi tha wung ri），呈西北-东南走向；南段在云南境内，称怒山或碧罗雪山（常讹为碧落雪山），近南北走向。西麓有怒江，东麓为澜沧江，为两江的分水岭。北段多5000米以上的高峰，南段山峰多为4000米。最高峰为梅里雪山，海拔6740米，为云南省第一高峰。怒山属于抬升而成的断块山，山高谷深。冰川地貌发育。